# Pušnik
Pušnik je 50. najbolj pogost priimek v Sloveniji, ki ga je po podatkih Statističnega urada Republike Slovenije na dan 31. decembra 2007 uporabljalo 1.753 oseb, na dan 1. januarja 2010 pa 1.750 oseb.

## Znani nosilci priimka
- Adolf Pušnik, pesnik, pisec epigramov
- Aleš Pušnik, avtomobilistični dirkač
- Andraž Pušnik (*1998), ustvarjalec multimedijskih vsebin, dramatik
- Davor Pušnik, harmonikar in pevec ("Unikat")
- Ferdo Pušnik - Dodi, alpinist (oče Katjuše)
- Friderik Pušnik (1929 - 1998), zdravnik otorinolaringolog
- Henrik Pušnik (*1938), farmacevt, lokalni politik...
- Herman Pušnik, ravnatelj 1. gimnazije Maribor
- Igor Pušnik, elektrotehnik, metrolog
- Ivan Pušnik, nekdanji SDV-jevec, poslovnež
- Katjuša Pušnik (*1969), alpska smučarka
- Ksenija Pušnik (1973 - 2011), ekonomistka
- Lina Pušnik, karateistka
- Marijan Pušnik (*1960), nogometaš, trener
- Maruša Pušnik (*1975), komunikologinja, prof. FDV
- Maša Pušnik, oblikovalka, ilustratorka
- Matej Pušnik, fotograf
- Miro Pušnik (*1963), tehnični informatik, knjižničar (direktor CTK)
- Mišo Pušnik (*1973), odbojkar
- Nejc Pušnik, oblikovalec, tipograf, doc. NTF
- Rolando Pušnik (*1961), rokometaš
- Samo Pušnik, kaskader
- Tomaž Pušnik (*1987), politolog
- Vlado Pušnik, čebelar